# Atomaria nigriventris
Atomaria nigriventris är en skalbaggsart som beskrevs av Stephens 1830. Atomaria nigriventris ingår i släktet Atomaria, och familjen fuktbaggar. Arten är reproducerande i Sverige.